# 马来西亚首相配偶
马来西亚首相配偶是对马来西亚政府首脑，即马来西亚首相法定配偶的称呼。按照马来语称谓习俗，首相配偶会被尊称为「最受眷佑的」（Yang Amat Berbahagia）。
马来西亚首相一职并没有性别限制，在马来西亚国会下议院得到多数国会议员支持的男性或女性国会议员皆可担任首相。自从马来亚联合邦于1957年独立以及1963年成立马来西亚，马来西亚首相一直都是由男性担任，因此首相配偶也常被称为「首相夫人」。

## 首相配偶的职能
马来西亚首相配偶不是马来西亚联邦政府内的一个官职和公共职务的头衔，因此并没有公务和法定薪资。 作为马来西亚首相的配偶，首相配偶经常与首相一同出席许多官方仪式。按照习俗，首相配偶被严禁在其丈夫或妻子担任首相期间从事外部工作，也通常不会出席那些会造成政治分歧的活动。首相配偶也经常参与人道主义和慈善工作，组建组织并聘请员工来支持这些活动，同时扮演联邦政府亲善大使的角色，维护联邦政府的形象。
苏丹莫哈末五世任最高元首期间，由于最高元首后并无对外公开婚配，首相伉俪随同最高元首出席社交活动时，有过首相夫人代替元首后公关角色的事例。除此之外，当首相配偶是女性时，她也会担任马来西亚部长夫人和副部长夫人慈善及福利机构（BAKTI）的主席。其成员包括首相夫人、副首相夫人和内阁正副部长夫人。

## 历任首相配偶
以下是历任马来西亚首相配偶，始于1957年8月31日马来亚联合邦独立。
| 任次 | 首相                  | 首相配偶                   | 开始           | 结束           | 备注                   |
| ---- | --------------------- | -------------------------- | -------------- | -------------- | ---------------------- |
| 1    | 东姑阿都拉曼          | 敦莎丽花·露茜娅            | 1957年8月31日  | 1970年9月22日  |                        |
| 2    | 敦阿都拉萨            | 敦拉哈·诺亚                | 1970年9月22日  | 1976年1月14日  |                        |
| 3    | 敦胡先翁              | 杜潘苏海拉·诺亚            | 1976年1月15日  | 1981年7月16日  | 第一任部长夫人协会主席 |
| 4    | 敦马哈迪·莫哈末       | 敦茜蒂哈斯玛               | 1981年7月16日  | 2003年10月31日 | 第二任部长夫人协会主席 |
| 5    | 敦阿都拉·巴达威       | 敦恩顿·玛末                | 2003年10月31日 | 2005年10月20日 | 第三任部长夫人协会主席 |
| 5    | 敦阿都拉·巴达威       | 敦珍·阿都拉                | 2007年6月9日   | 2009年4月3日   | 第四任部长夫人协会主席 |
| 6    | 拿督斯里纳吉·阿都拉萨 | 拿汀斯里罗斯玛·曼梳        | 2009年4月3日   | 2018年5月10日  | 第五任部长夫人协会主席 |
| 7    | 敦马哈迪·莫哈末       | 敦茜蒂哈斯玛               | 2018年5月10日  | 2020年3月1日   |                        |
| 8    | 丹斯里慕尤丁          | 潘斯里诺莱妮阿都拉曼       | 2020年3月1日   | 2021年8月21日  |                        |
| 9    | 拿督斯里依斯迈沙比里  | 拿汀斯里慕海妮·再纳·阿比丁 | 2021年8月21日  | 2022年11月24日 |                        |
| 10   | 拿督斯里安华·依布拉欣 | 拿督斯里旺阿兹莎           | 2022年11月24日 | 现任           |                        |

## 争议

### 「第一夫人」讹称
2010年，时任首相夫人罗斯玛·曼梳发起第一夫人峰会，号召各国的第一夫人关注世界儿童的福利问题；此后，首相夫人开始在公开场合被讹称为「第一夫人」。 原则上，马来西亚是君主立宪制国家，最高元首为国家元首，政府首脑则是首相，两者的职能有所区别。最高元首的配偶称为「元首」，男性政府首脑（首相）的配偶称为「首相夫人」，所以在马来西亚并不存在「第一夫人」的定位。
除此之外，数任首相在位时只有拿督斯里的头衔，配偶的荣誉头衔是拿汀斯里，在拿汀斯里之上还有更高级的荣誉头衔，因此称首相夫人为「第一夫人」是存在着争议。较后，时任首相夫人罗斯玛·曼梳回应各界质疑时表示：“将一个国家最高实权领袖的夫人称为第一夫人没问题；反之，將最高元首后稱爲「夫人」等同於是將陛下的身份降級。” “第一夫人”是非正式的称号，一般在国际政治社交活动，作为行政政府实权首脑配偶的惯称，相关的社交活动都是由首相夫人出席。
从语义上来说，英语称谓（Puan, Perempuan）是对王室外有地位和身份的女性称谓，王室女性除非出生平民或身份降低，一般不用此称呼；在英联邦国家荣誉制度也是指女勋爵，与男性的相对应，是平民和贵族女性能获得的最高荣誉称号。各州元首后是王室成员，视出身自王室、贵族或平民而有不一样的王室头衔，最高元首配偶的头衔是，中文翻译为最高元首，是对王后的称谓，则是「伟大」的意思，因此最高元首后是王室中最高身份的女性称谓。
2018年马来西亚国会选举之后，首相夫人不再使用「第一夫人」的称呼，罗斯玛·曼梳成为唯一使用过「第一夫人」的首相夫人。

### 第一夫人部门
尽管首相夫人并不是一个公共职务，但纳吉·阿都拉萨任首相期間，马来西亚首相署官方网站曾上载「第一夫人部门」（FLOM Division，被认为是指）的职员名单，引起在野党民联国会议员对首相署的评击；首相署较后撤销有关名单，并澄清有关职员是偶尔协助时任首相夫人罗斯玛·曼梳处理文书工作，不涉及任何额外的行政开销。

## 注解
1. ↑  2005年，时任部长夫人协会主席的恩顿·玛末病逝，由副首相夫人罗斯玛·曼梳代理主席。
2. ↑  第五任首相阿都拉·巴达威于任期内丧偶，后来娶珍·阿都拉（英语：Jeanne Abdullah）（本姓“丹克”）续弦。
3. ↑  当罗斯玛·曼梳随同丈夫时，她的头衔是“拿汀斯里”，她单独的头衔则是“拿汀巴杜卡斯里”。